# Johann I. (Sachsen-Lauenburg)
Johann I., Herzog von Sachsen (* 1249; † 30. Juli 1285 in Wittenberg) war ein deutscher Landesfürst aus dem Geschlecht der Askanier.

## Leben

Siegel des Johann I.

Der Sohn des Herzogs Albrecht I. von Sachsen von dessen dritter Gemahlin Helena, einer Tochter des Herzogs Ottos des Kindes von Braunschweig, wurde, wie durch eine Urkunde des Erzbischofs Konrad II. von Magdeburg feststeht, 1249 geboren. Er war also bei dem Tod seines Vaters († 1261) erst zwölf Jahre alt. Obschon dies nirgends ausdrücklich gemeldet wird, so scheint doch seine Mutter über ihn und seinen Bruder Albrecht II. bis zur Volljährigkeit der jungen Herzöge die Vormundschaft geführt zu haben. Im Jahr 1263 urkundet Helena noch mit Zustimmung ihrer Söhne, 1268 stellen die letzteren selbständig eine Urkunde aus. Gemeinsam wurden die Brüder Vogt von Lübeck und Johann unterstützte daher die Bestrebungen der Stadt.
Sie scheinen anfangs die Regierung gemeinschaftlich geführt zu haben, bis sie sich später zu einer Teilung des väterlichen Erbes entschlossen. Wann diese stattfand, steht nicht fest: Im Jahr 1272 führen sie noch das gemeinsame Siegel, auf welchem sie beide nebeneinander erscheinen. In der demnach später erfolgten Erbteilung erhielt Johann diejenigen Gebiete des alten durch Heinrichs des Löwen Sturz zertrümmerten Herzogtums Sachsen, welche das askanische Haus in den Stürmen der Zeit an der unteren Elbe behauptet hatten. Der wichtigste Ort dieses Gebietes war die an der Elbe gelegene, einst von dem Großvater Johanns, dem Herzog Bernhard von Sachsen, erbaute Feste Lauenburg, so dass nach der Teilung des Herzogtums Sachsen unter seinen Söhnen (1296) das neu entstandene Herzogtum nach deren Namen bezeichnet wurde (Sachsen-Lauenburg). So wurde Johann der Stifter der lauenburgischen Linie der askanischen Herzöge von Sachsen. Auch Aken an der mittleren Elbe, wo er 1270 ein Kollegiatstift gründete, scheint ihm aus der väterlichen Erbschaft zugefallen zu sein. Anderes blieb auch ferner den beiden Brüdern gemeinsam. In Verbindung mit seinem Bruder im Jahr 1269 vom Erzstift Magdeburg das Burggrafenamt daselbst und fügte seitdem seinen Titel denjenigen eines Burggrafen von Magdeburg hinzu.
Als Gegenleistung trugen die Herzöge dem Erzbischof Belzig, Ranis und Wittenberg zu Lehen auf. Auch überließen sie im Jahr 1276 dem Erzbischof Konrad II., mit welchem sie 1272 ein Bündnis gegen die Markgrafen von Brandenburg geschlossen hatten, gegen Übernahme ihrer Schulden die Städte Staßfurt und Aken, das bei letzterer gelegene Schloss Gloworp und die Vogteien über Richow sowie über die Klöster Gottesgnade bei Calbe und Neuwerk vor Halle. Bei der Wahl Rudolfs von Habsburg zum deutschen König ist Johann aller Wahrscheinlichkeit nach gegenwärtig gewesen: wenigstens finden wir ihn vier Wochen später in Rudolfs Begleitung, als dieser zu Aachen die Krone Karls des Großen empfing. Entweder hat er also bei jener Gelegenheit sein Wahlrecht in Gemeinschaft mit seinem Bruder oder als Vertreter des ältesten Zweiges der Herzöge von Sachsen ausgeübt – später ist bekanntlich das Recht der Kur lange Zeit zwischen den beiden Linien Sachsen-Lauenburg und Sachsen-Wittenberg der Gegenstand erbitterten Haders gewesen.
Bereits im Jahre 1282 trat er seine herrschaftlichen Rechte an seine drei Söhne ab, die zunächst den Titel „Herzog von Sachsen“ mit ihrem Onkel Albrecht teilten. Dennoch blieb er aktiv mit dem 1282 erworbenen Sonderbesitz der nordalbingischen Lande. 1283 wurde er in Rostock von den Fürsten, Rittern und Ständen für zehn Jahre zum Richter und Hauptmann gewählt. Seine Aufgabe bestand darin, den Schutz des Friedens zu gewährleisten und den gegründeten Bund zu vertreten. In dieser Funktion versuchte er den englischen Kontakt mit Norwegen zu unterbinden.
Johann zog sich nach Wittenberg zurück und trat in das dortige Franziskanerkloster ein, dessen Vorsteher (Guardian) er wurde. Er starb am 30. Juli 1285.

## Nachkommen
Seine Gemahlin Ingeburg († 1302), eine Schwester des Herzogs Erik Birgersson in Schweden (Sohn von Birger Jarl), gebar ihm vier Töchter und vier Söhne. Bekannt sind:
- Johann II. († 1322)
- Albrecht III. († 1308)
- Erich I. († 1359)
- Elisabeth ⚭ 1287 Herzog Waldemar IV. von Schleswig († 1312) (Haus Estridsson)
- Helene ⚭ 1297 Graf Adolf VI. von Holstein-Schauenburg (1256–1315)